# Andy Whitfield
Andy Whitfield (Amlwch, 17 de outubro de 1971 - Sydney, 11 de setembro de 2011) foi um ator e modelo galês radicado na Austrália, mais conhecido pela representação do personagem Spartacus na série Spartacus: Blood and Sand.

## Carreira
Whitfield nasceu em Amlwch, Anglesey. Estudou engenharia na Universidade de Sheffield, e exerceu em Londres antes de se mudar para Sydney em 1999. Ele tomou aulas na Escola Screenwise de Atores de Filme e TV em Nova Gales do Sul, Austrália. Whitfield apareceu em várias séries australianas de televisão, como Opening Up, All Saints, The Strip, Packed to the Rafters e McLeod's Daughters. Seu primeiro papel de destaque lhe foi concedido no filme australiano sobrenatural Gabriel. Whitfield também estrelou na série de televisão de 2010, Spartacus: Blood and Sand, filmada na Nova Zelândia. Ele interpretou Spartacus, um soldado condenado a lutar como gladiador, responsável por uma rebelião contra os romanos. Chegou a aparecer nu na série, ao lado de Manu Bennett.  Whitfield também apareceu no thriller australiano The Clinic (filmado em Deniliquin), ao lado de Tabrett Bethell (famoso por Legend of the Seeker). Em agosto de 2010, Whitfield se juntou a Freddie Wong e criou um vídeo de dois minutos intitulado Time Crisis, baseado no jogo de mesmo nome. Whitfield teve uma rápida aparição na minissérie e prequela Spartacus: Gods of the Arena, que estreou em 21 de janeiro de 2011.

## Morte
Em março de 2010, Whitfield foi diagnosticado com um linfoma não Hodgkin, e iniciou tratamento imediato na Nova Zelândia. Esta ocorrência atrasou a produção da segunda temporada de Spartacus: Vengeance. Enquanto esperava o tratamento e recuperação do ator, o canal produziu uma série de seis partes de Spartacus, apenas aguardando a volta dele. Embora tivesse se declarado livre do câncer apenas dois meses depois, ele sofreu complicações da doença no final do ano e foi obrigado a abandonar o papel. Em 11 de setembro de 2011, 18 meses após a descoberta do câncer, o ator morreu. Whitfield deixou sua esposa e seus dois filhos.
O ator Liam McIntyre, de 29 anos, foi escolhido como sucessor de Whitfield na série Spartacus.

## Filmografia
| Televisão | Televisão                    | Televisão                           | Televisão                                         |
| Ano       | Título                       | Papel                               | Notas                                             |
| --------- | ---------------------------- | ----------------------------------- | ------------------------------------------------- |
| 2004      | All Saints                   | Matthew Parkes                      | "Opening Up" (2ª temporada, episódio 7)           |
| 2008      | The Strip                    | Charlie Palmer                      | 1ª temporada, episódio 2 1ª temporada, episódio 7 |
| 2008      | Packed to the Rafters        | Nick Leigh                          | "All in the Planning" (1ª temporada, episódio 10) |
| 2008      | McLeod's Daughters           | Brett Samuels                       | "Nowhere to Hide" (8ª temporada, episódio 4)      |
| 2010      | Spartacus: Blood and Sand    | Spartacus                           | Papel principal                                   |
| 2011      | Spartacus: Gods of the Arena | Spartacus (dublador, não creditado) | "The Bitter End" (1ª temporada, episódio 6)       |
| Filmes    |                              |                                     |                                                   |
| Ano       | Título                       | Papel                               | Notas                                             |
| 2007      | Gabriel                      | Gabriel                             | Papel principal                                   |
| 2010      | The Clinic                   | Cameron Marshall                    |                                                   |